# Will Denton
Will Denton is een Amerikaans acteur. Hij is de zoon van Lisa Denton en de broer van Dylan Denton. Denton speelde in onder meer de Amerikaanse actieserie Kidnapped, als Leopold Cain.